# Microrregión de Cacoal
La Microrregión de Cacoal es una de las ocho microrregiones del estado de Rondonia, en Brasil. Forma parte de la Mesorregión del Este Rondoniense. Está formada por nueve municipios.
El área es rica en diamantes y oro.

## Municipios
- Alta Floresta d'Oeste
- Alto Alegre de los Parecis
- Castanheiras
- Cacoal
- Espigão d'Oeste
- Ministro Andreazza
- Novo Horizonte del Oeste
- Rolim de Moura
- Santa Luzia d'Oeste

- Datos: Q2385137